# Hemibagrus chrysops
Hemibagrus chrysops är en fiskart som beskrevs av Ng och Dodson, 1999. Hemibagrus chrysops ingår i släktet Hemibagrus och familjen Bagridae. Inga underarter finns listade i Catalogue of Life.